# Acianthera

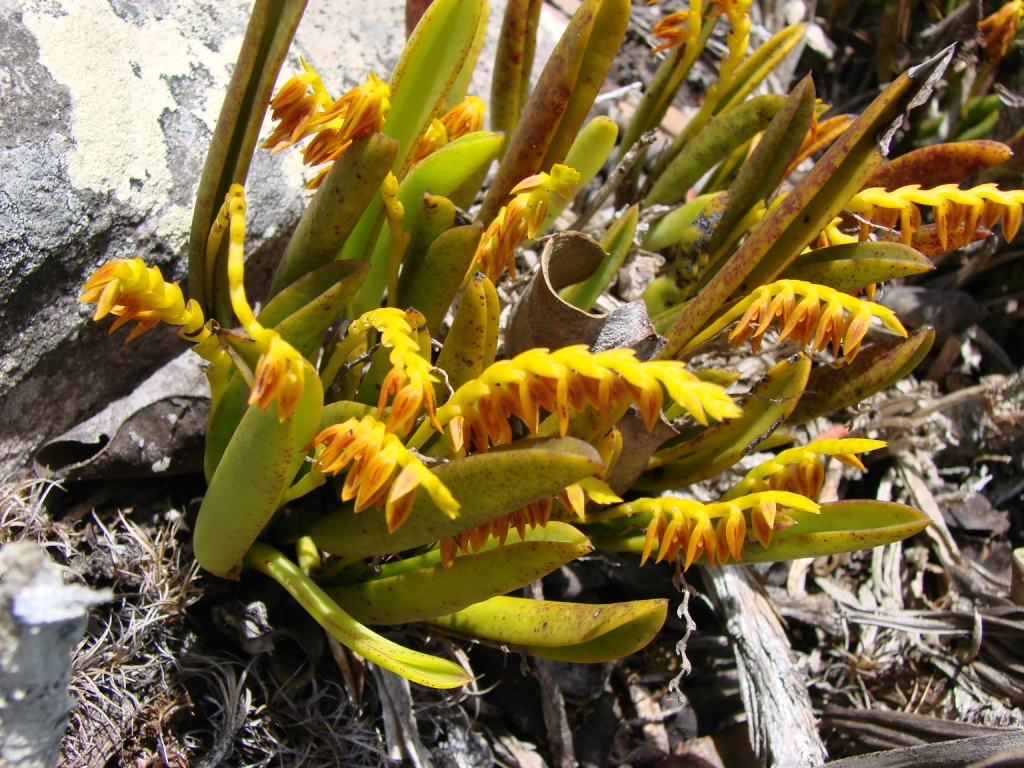
Acianthera ochreata

Acianthera é um género botânico pertencente à família das orquídeas (Orchidaceae) ao qual estão subordinadas cerca de 218 espécies distribuídas por praticamente todos os países da América Latina, exceto o Chile. São plantas epífitas ou mais raro, rupícolas, muito variáveis, de pequenas a grandes, de crescimento reptante, ou cespitoso, pendentes ou eretas, ocasionalmente achatadas sobre o substrato, mas quase sempre bastante robustas. Sua inflorescência racemosa pode conter uma ou muitas flores que raramente ultrapassam um centímetro de comprimento e quase sempre são pubescentes e espessas, com sépalas laterais concrescidas.
Apesar do gênero ter sido proposto em 1842, foi ignorado pelos botânicos até o início dos anos 2000, quando pesquisas de genética molecular demonstraram a conveniência de aceitar-se a proposta. Até então, todas estas espécies eram consideradas membros de Pleurothallis, nome pelo qual ainda são popularmente conhecidas. Como a subtribo Pleurothallidinae, à qual pertencem, é composta por mais de quatro mil espécies, ainda devem passar-se alguns anos até que a relação entre todas as espécies sejam conhecidas e cada uma delas atribuída ao gênero em que devem ser classificadas, mormente porque muitas de suas espécies são raras, pouco conhecidas ou suas descrições não trazem informações suficientes para a correta identificação da espécie. Como suas flores quase nunca são vistosas, de modo geral despertam interesse apenas em colecionadores especializados, o que acaba dificultando as oportunidades dos pesquisadores encontraram as espécies que necessitam para seus estudos.

## Etimologia
O nome é uma referência à posição da antera de alguma de suas espécies.

## Publicação e sinônimos
- Acianthera Scheidw., Allg. Gartenzeitung 10: 292 (1842).
- Espécie tipo: Acianthera recurva (Lindl.) Pridgeon & M.W.Chase, (2001).

Sinônimos:
- Pleurobotryum Barb.Rodr., Gen. Spec. Orchid. 1: 20 (1877).
- Cryptophoranthus Barb.Rodr., Gen. Spec. Orchid. 2: 79 (1881).
- Brenesia Schltr., Repert. Spec. Nov. Regni Veg. Beih. 19: 199 (1923).
- Geocalpa Brieger, Schlechter Orchideen 7(25-28): 440 (1975), no Latin descr. or type.
- Sarracenella Luer, Selbyana 5: 388 (1981).
- Aberrantia Luer, Monogr. Syst. Bot. Missouri Bot. Gard. 103: 310 (2005).
- Didactylus Luer, Monogr. Syst. Bot. Missouri Bot. Gard. 103: 310 (2005).
- Unguella Luer, Monogr. Syst. Bot. Missouri Bot. Gard. 103: 310 (2005).
- Arthrosia (Luer) Luer, Monogr. Syst. Bot. Missouri Bot. Gard. 105: 248 (2006).
- Dondodia Luer, Monogr. Syst. Bot. Missouri Bot. Gard. 105: 85 (2006).
- Ogygia Luer, Monogr. Syst. Bot. Missouri Bot. Gard. 105: 252 (2006).

## Distribuição
Existem em todos os países latino-americanos, exceto o Chile. Estimamos que o número de espécies deste gênero encontradas no Brasil seja próximo de cem.

## Habitat
Epífitas ou rupícolas, vivendo nas condições mais diversas, desde florestas sombrías e úmidas, até áreas semi desérticas, sobre rochas debaixo de sol pleno.

## Descrição

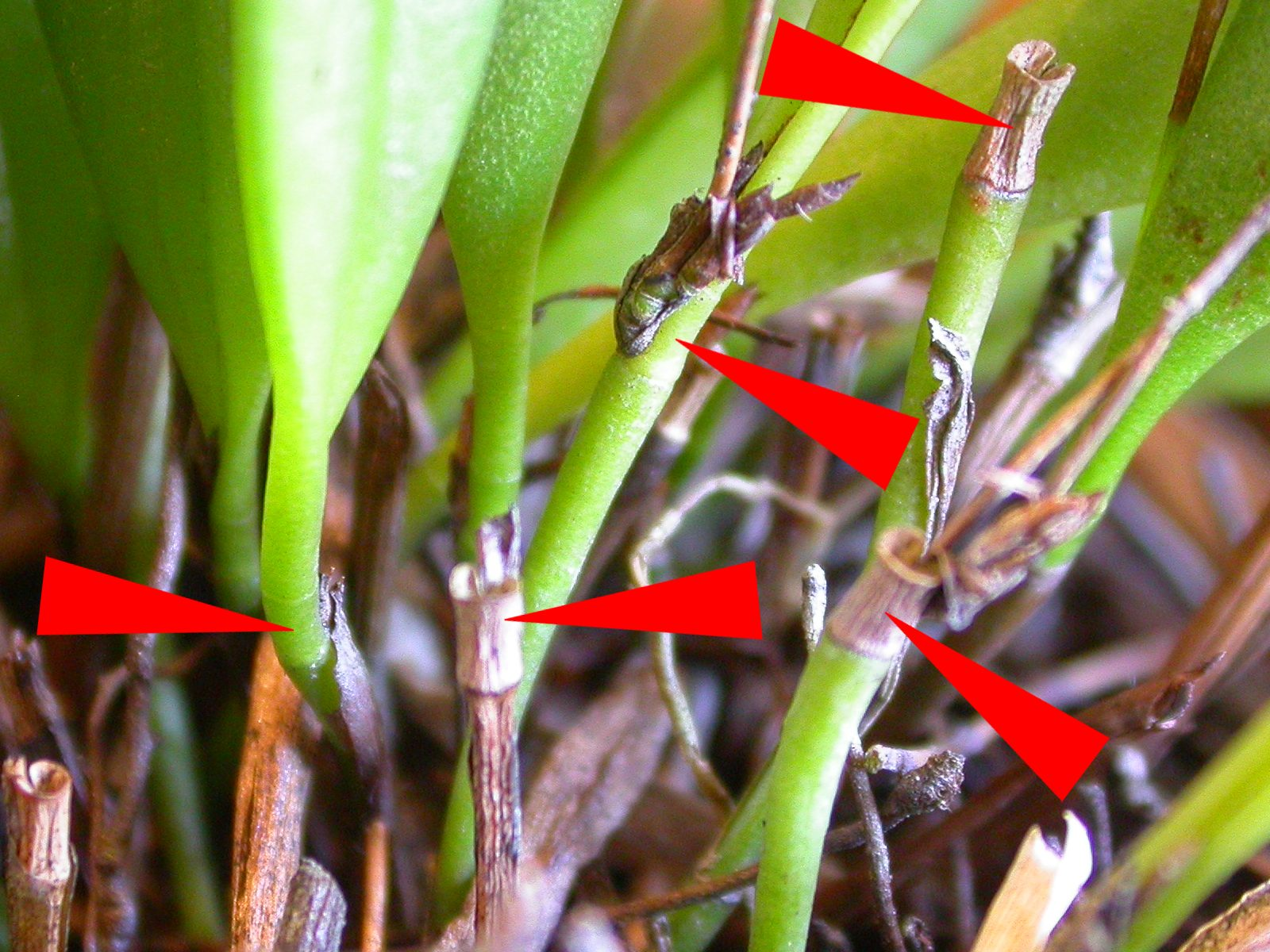
Anullus - Estrutura persistente, presente entre o final do ramicaule e o início da folha, que existe em alguns gêneros de Pleurothallidinae. A foto mostra exemplares vivos e secos em uma Anathallis bocainensis. As Acianthera não tem essa estrutura.

Quando iniciou seu estudo sistemático da subtribo Pleurothallidinae, Carl A. Luer propôs que se estabelecesse um subgênero de Pleurothallis, ao qual denominou Acianthera, vagamente baseado nas características da Acianthera recurva. Dentre outras características, com algumas exceções, estas espécies podem ser reconhecidas por apresentarem flores mais ou menos carnosas, com duas polínias, de sépalas laterais concrescidas, que brotam solitárias ou em pequeno número de inflorescências terminais do ramicaule, com folhas sésseis, mas algumas vezes com a base dando a impressão de ser contínua ao ramicaule, e este sem a presença do annulus, estrutura já definida ao tratarmos de Pleurothallis. São plantas bastante variáves, pequenas ou grandes.

## Filogenia
Em 2001, Mark w. Chase et al., publicaram no American Journal of Botany um estudo preliminar sobre a filogenia desta subtribo. Segundo os resultados encontrados, este gênero, por si só, forma o terceiro grande clado de espécies de Pleurothallidinae, separado das outras Pleurothallis. Estaria inserido entre o grupo de Barbosella, Restrepia e Myoxanthus por um lado e de Lepanthes, Zootrophion, Trichosalpinx e Anathallis de outro.

## Taxonomia

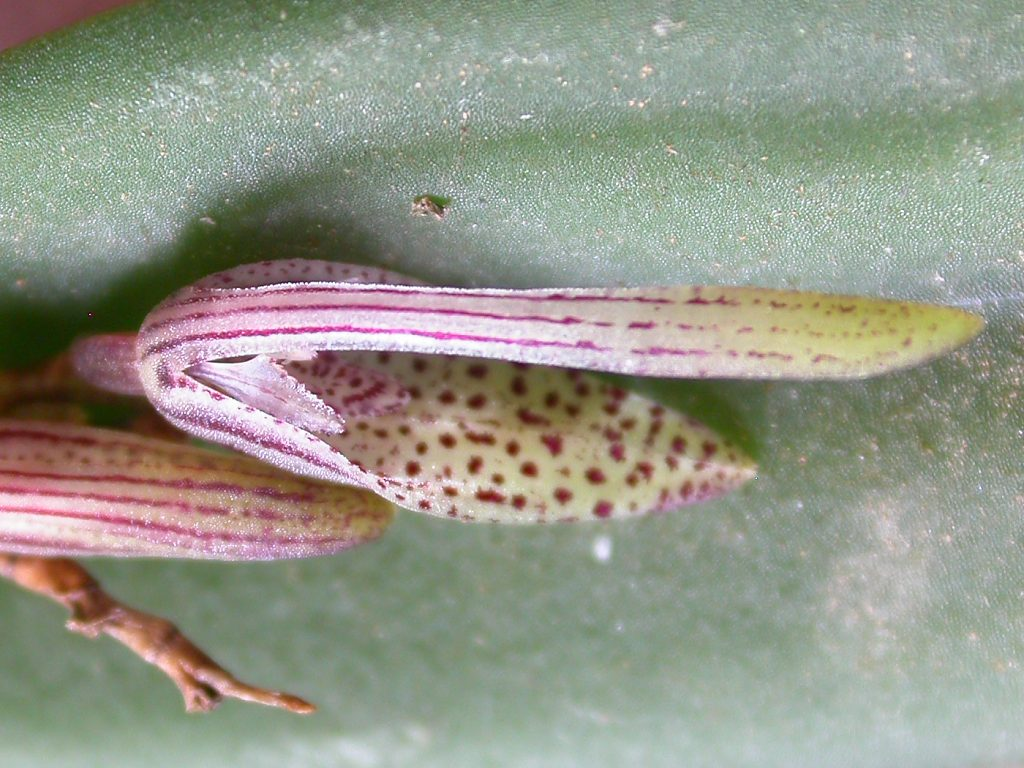
Acianthera gracilisepala

O gênero Acianthera foi proposto por Scheidweiler em Allgemeine Gartenzeitung 10(37): 292, em 1842, ao descrever a Acianthera punctata, hoje considerada sinônimo da Acianthera recurva. Desde sua proposição, Acianthera foi um gênero amplamente ignorado pelos taxonomistas. Até recentemente todas suas espécies estavam subordinadas a Pleurothallis. Carlyle August Luer foi um dos primeiros estudiosos a prestarem atenção a este gênero.

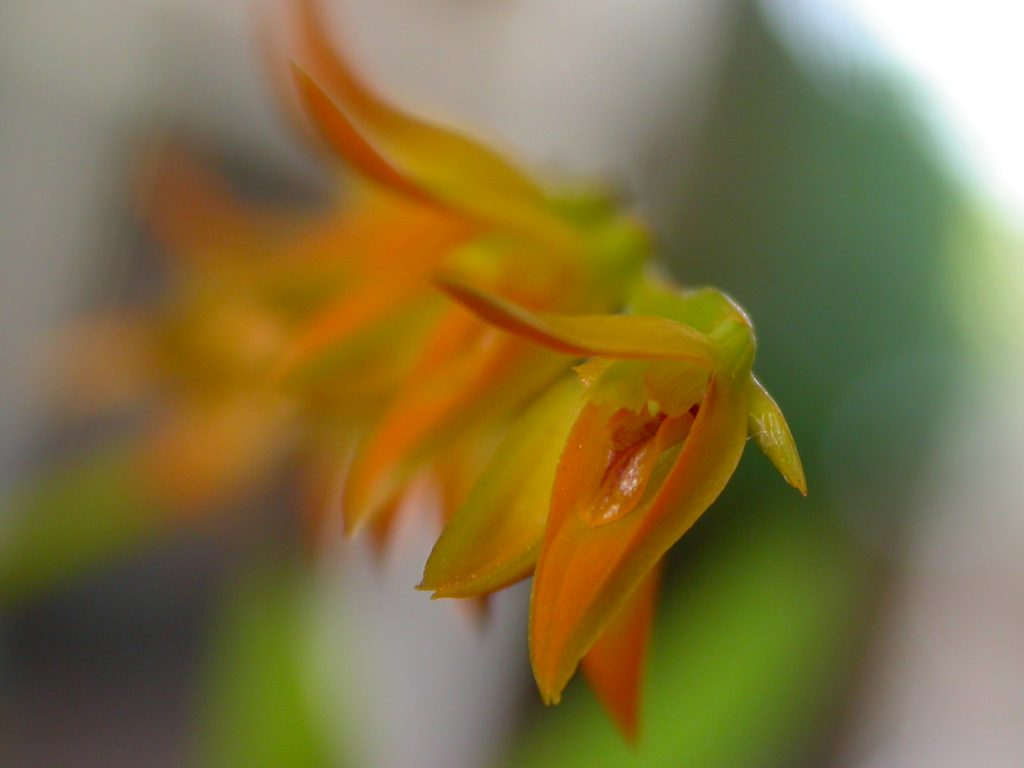
Acianthera glumacea

Em sua proposta sistemática inicial, publicada em 1986, Luer dividia este subgênero em diversas seções e subseções, algumas destas similares às publicadas por Guido Pabst & Fritz Dungs no Orchidaceae Brasilienses, outras referentes a espécies não encontradas no Brasil. Em 2003, Luer publicou um estudo mais abrangente sobre este subgênero, que no entanto ainda não aborda as espécies brasileiras, neste trabalho Luer resolveu abandonar suas subdivisões alegando haver muitas espécies intermediárias.
Como o estudo não inclui as espécies brasilieras, ou pelo menos, não as exclusivamente brasileiras, que são muitas, o abandono das subdivisões de certa forma dificulta o entendimento e manejo do subgênero. Em vista disso resolvemos aqui tratar de três dessas subdivisões, hora consideradas por Luer como subgêneros de Pleurothallis, hora de Specklinia, hora de Acianthera, como se fossem gêneros à parte, mesmo porque por muitos anos o foram e até hoje esses nomes são assim utilizados. Trazemos então as seções ou subgêneros Cryptophoranthus, Sarracenella e Phloeophila em separado.

## Espécies
Desde outubro de 2022, Plants of the World Online aceitou cerca de 300 espécies dentro de Acianthera:

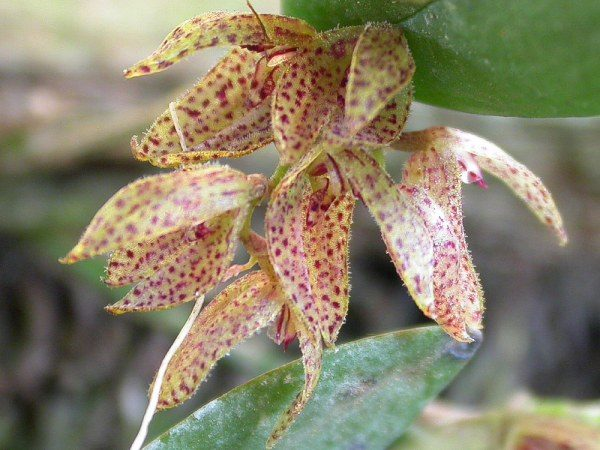
Acianthera bicornuta

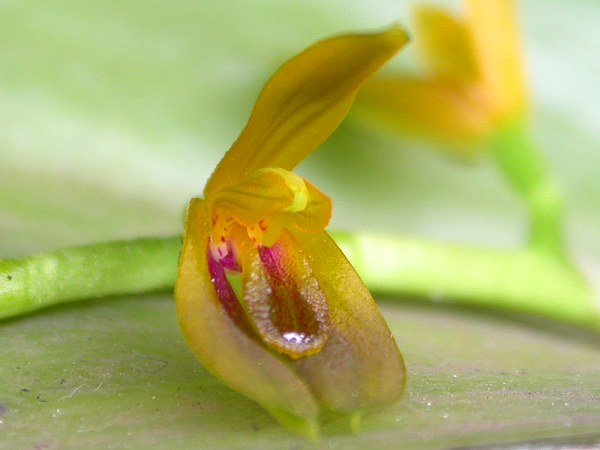
Acianthera binotii

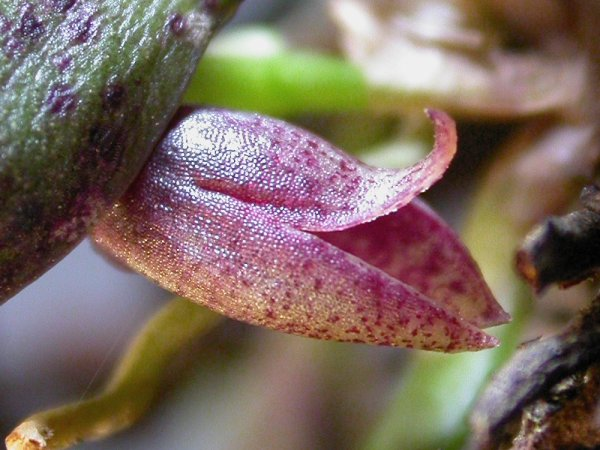
Acianthera karlii

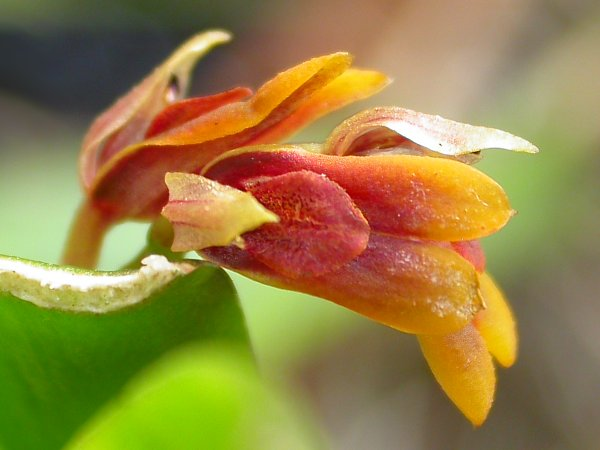
Acianthera fockei

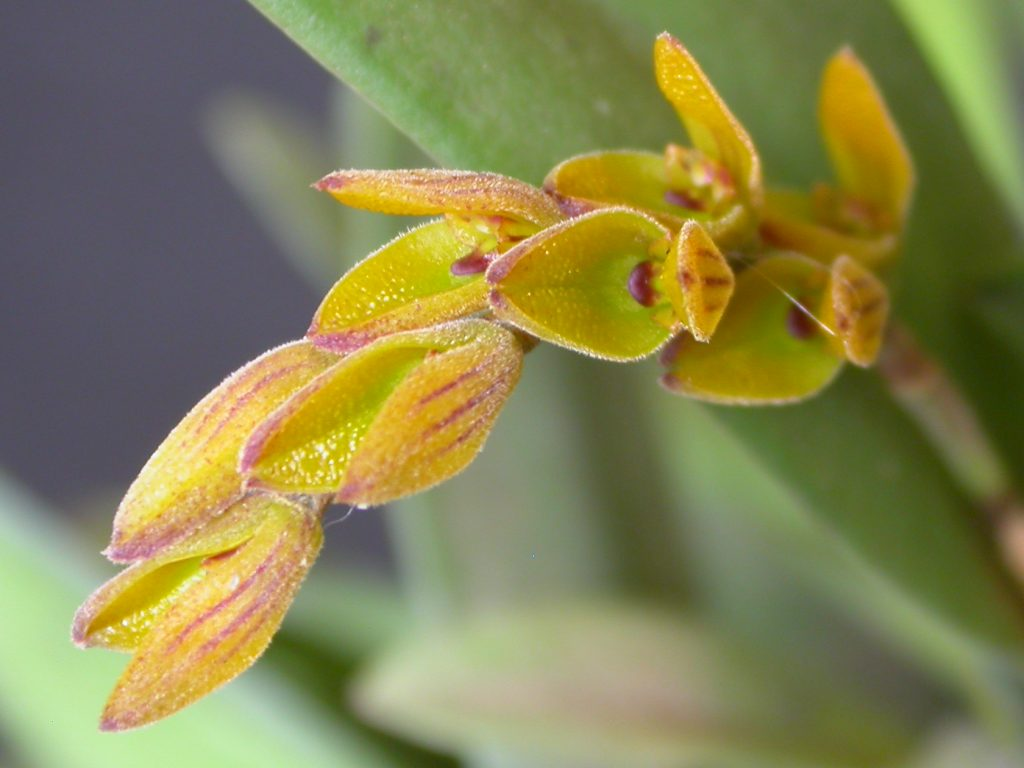
Acianthera klotzschiana

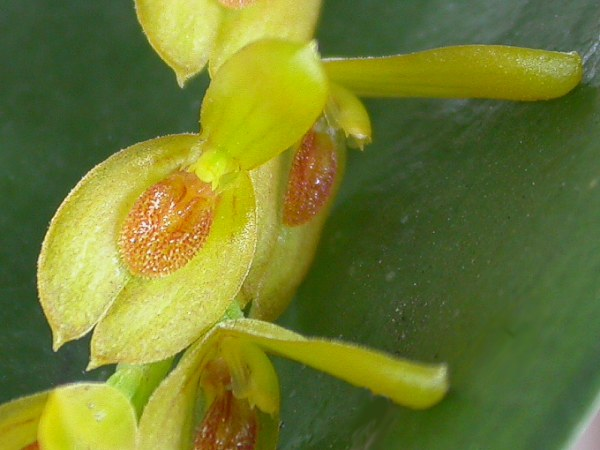
Acianthera macropoda

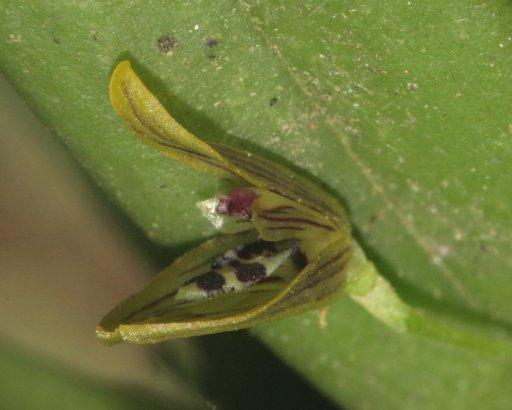
Acianthera maculiglossa

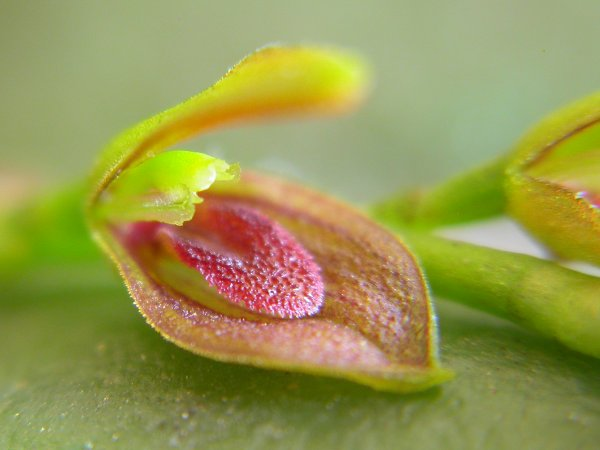
Acianthera marumbyana

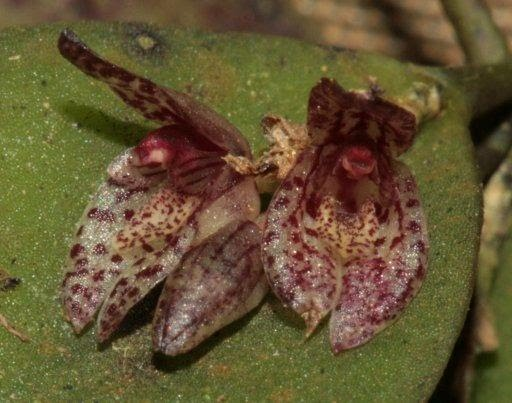
Acianthera rostellata

- Acianthera aberrans (Luer) Pupulin & Bogarín
- Acianthera aculeata (Luer & Hirtz) Luer
- Acianthera acuminatipetala (A.Samp.) Luer
- Acianthera adamantinensis (Brade) F.Barros
- Acianthera adeodata P.Ortiz, O.Pérez & E.Parra
- Acianthera adirii (Brade) Pridgeon & M.W.Chase
- Acianthera aechme (Luer) Pridgeon & M.W.Chase
- Acianthera agathophylla (Rchb.f.) Pridgeon & M.W.Chase
- Acianthera alainii (Dod) A.Doucette
- Acianthera albiflora (Barb.Rodr.) Karremans
- Acianthera albopurpurea (Kraenzl.) Chiron & Van den Berg
- Acianthera alpestris (Sw.) A.Doucette
- Acianthera amandae Campacci & C.R.M.Silva
- Acianthera amaralii (Pabst) F.Barros & L.R.S.Guim.
- Acianthera amsleri Rykacz., Driessen & Kolan.
- Acianthera angustifolia (Lindl.) Luer
- Acianthera angustisepala (Ames & Correll) Pridgeon & M.W.Chase
- Acianthera antennata (Garay) Pridgeon & M.W.Chase
- Acianthera aphthosa (Lindl.) Pridgeon & M.W.Chase
- Acianthera appendiculata (Cogn.) A.Doucette
- Acianthera asaroides (Kraenzl.) Pridgeon & M.W.Chase
- Acianthera atroglossa (Loefgr.) F.Barros & L.R.S.Guim.
- Acianthera atropurpurea (Barb.Rodr.) Chiron & Van den Berg
- Acianthera auriculata (Lindl.) Pridgeon & M.W.Chase
- Acianthera bahorucensis (Luer) A.Doucette
- Acianthera barthelemyi (Luer) Karremans
- Acianthera berlinensis Damian, Chiron, Mitidieri & Rimarachin
- Acianthera beyrodtiana (Kraenzl.) Karremans
- Acianthera bibarbellata (Kraenzl.) F.Barros & L.R.S.Guim.
- Acianthera bicarinata (Lindl.) Pridgeon & M.W.Chase
- Acianthera biceps (Luer & Hirtz) Luer
- Acianthera bicornuta (Barb.Rodr.) Pridgeon & M.W.Chase
- Acianthera bidentata (Lindl.) F.Barros & V.T.Rodrigues
- Acianthera bidentula (Barb.Rodr.) Pridgeon & M.W.Chase
- Acianthera bilobulata Zambrano & Solano
- Acianthera binotii (Regel) Pridgeon & M.W.Chase
- Acianthera bissei (Luer) Luer
- Acianthera boliviana (Rchb.f.) Pridgeon & M.W.Chase
- Acianthera brachiloba (Hoehne) Pridgeon & M.W.Chase
- Acianthera bragae (Ruschi) F.Barros
- Acianthera breedlovei Soto Arenas, Solano & Salazar
- Acianthera breviflora (Lindl.) Luer
- Acianthera brunnescens (Schltr.) Karremans
- Acianthera bryonii Luer
- Acianthera butcheri (L.O.Williams) Pridgeon & M.W.Chase
- Acianthera cabiriae Pupulin, G.A.Rojas & J.D.Zuñiga
- Acianthera cachensis (Ames) Karremans
- Acianthera caldensis (Hoehne & Schltr.) F.Barros
- Acianthera calopedilon Toscano & Luer
- Acianthera calypso (Luer) Karremans & Rinc.-González
- Acianthera capanemae (Barb.Rodr.) Pridgeon & M.W.Chase
- Acianthera caparaoensis (Brade) Pridgeon & M.W.Chase
- Acianthera capillaris (Lindl.) Pridgeon & M.W.Chase
- Acianthera carcinopsis Luer & Sijm
- Acianthera carinata (C.Schweinf.) Luer
- Acianthera catujiensis Campacci & C.R.M.Silva
- Acianthera caymanensis (C.D.Adams) Karremans
- Acianthera cephalopodiglossa Toscano & Luer
- Acianthera cerberus (Luer & R.Vásquez) Pridgeon & M.W.Chase
- Acianthera chamelopoda (Luer) Luer
- Acianthera chionopa (Luer) Pridgeon & M.W.Chase
- Acianthera chrysantha (Lindl.) Pridgeon & M.W.Chase
- Acianthera ciliata (Knowles & Westc.) F.Barros & L.R.S.Guim.
- Acianthera circumplexa (Lindl.) Pridgeon & M.W.Chase
- Acianthera cogniauxiana (Schltr.) Pridgeon & M.W.Chase
- Acianthera compressicaulis (Dod) Pridgeon & M.W.Chase
- Acianthera consatae (Luer & R.Vásquez) Luer
- Acianthera cordatifolia (Dod) Pridgeon & M.W.Chase
- Acianthera cornejoi Luer
- Acianthera costabilis (Luer & R.Vásquez) Luer
- Acianthera costaricensis (Schltr.) Pupulin & Karremans
- Acianthera crassilabia (Ames & C.Schweinf.) Luer
- Acianthera cremasta (Luer & J.Portilla) Luer
- Acianthera crepiniana (Cogn.) Chiron & Van den Berg
- Acianthera crinita (Barb.Rodr.) Pridgeon & M.W.Chase
- Acianthera cryptantha (Barb.Rodr.) Pridgeon & M.W.Chase
- Acianthera cryptophoranthoides (Loefgr.) F.Barros
- Acianthera decipiens (Ames & C.Schweinf.) Pridgeon & M.W.Chase
- Acianthera decurrens (Poepp. & Endl.) Pridgeon & M.W.Chase
- Acianthera denticulata (Cogn.) Karremans
- Acianthera deserta (Luer & R.Vásquez) Luer
- Acianthera dichroa (Rchb.f.) F.Barros & L.R.S.Guim.
- Acianthera discophylla (Luer & Carnevali) Luer
- Acianthera dodsonii (Luer) Karremans & Rinc.-González
- Acianthera duartei (Hoehne) Pridgeon & M.W.Chase
- Acianthera dubbeldamii Luer & Sijm
- Acianthera dutrae (Pabst) C.N.Gonç. & Waechter
- Acianthera echinocarpa (C.Schweinf.) A.Doucette
- Acianthera echinosa Luer & Toscano
- Acianthera ellipsophylla (L.O.Williams) Pridgeon & M.W.Chase
- Acianthera erebatensis (Carnevali & G.A.Romero) Luer
- Acianthera ericae Luer
- Acianthera erinacea (Rchb.f.) A.Doucette
- Acianthera erosa (Urb.) A.Doucette
- Acianthera erythrogramma (Luer & Carnevali) Luer
- Acianthera esmeraldae (Luer & Hirtz) Luer
- Acianthera exarticulata (Barb.Rodr.) Pridgeon & M.W.Chase
- Acianthera exdrasii (Luer & Toscano) Luer
- Acianthera eximia (L.O.Williams) Solano
- Acianthera fabiobarrosii (Borba & Semir) F.Barros & F.Pinheiro
- Acianthera fecunda Pupulin, G.A.Rojas & J.D.Zuñiga
- Acianthera fenestrata (Barb.Rodr.) Pridgeon & M.W.Chase
- Acianthera fernandezii Luer
- Acianthera fockei (Lindl.) Pridgeon & M.W.Chase
- Acianthera foetens (Lindl.) Chiron & Van den Berg
- Acianthera fornograndensis L.Kollmann & A.P.Fontana
- Acianthera freyi (Luer) F.Barros & V.T.Rodrigues
- Acianthera fumioi (T.Hashim.) Luer
- Acianthera garciae (Luer) Pridgeon & M.W.Chase
- Acianthera geminicaulina (Ames) Pridgeon & M.W.Chase
- Acianthera gigantea (Lindl.) A.Doucette
- Acianthera glanduligera (Lindl.) Luer
- Acianthera glumacea (Lindl.) Pridgeon & M.W.Chase
- Acianthera gouveiae (A.Samp.) F.Barros & L.R.S.Guim.
- Acianthera gracilis (Barb.Rodr.) F.Barros & L.R.S.Guim.
- Acianthera gracilisepala (Brade) Luer
- Acianthera gradeae Chiron & Benelli
- Acianthera granitica (Luer & G.A.Romero) Luer
- Acianthera greenwoodii Soto Arenas
- Acianthera hamata Pupulin & G.A.Rojas
- Acianthera hartwegiifolia (H.Wendl. & Kraenzl.) Solano & Soto Arenas
- Acianthera hastulata (Rchb.f. & Warm.) Karremans
- Acianthera hatschbachii (Schltr.) Chiron & Van den Berg
- Acianthera heliconioides (Luer & R.Vásquez) Pridgeon & M.W.Chase
- Acianthera heliconiscapa (Hoehne) F.Barros
- Acianthera henrici (Schltr.) Luer
- Acianthera heringeri (Hoehne) F.Barros
- Acianthera herrerae (Luer) Solano & Soto Arenas
- Acianthera herzogii (Schltr.) Baumbach
- Acianthera heteropetala (Luer) Pridgeon & M.W.Chase
- Acianthera hintonii (L.O.Williams) A.Doucette
- Acianthera hirsutula (Fawc. & Rendle) Pridgeon & M.W.Chase
- Acianthera hirtipes (Schltr.) Rojas-Alv. & Karremans
- Acianthera hirtzii (Luer) Karremans & Rinc.-González
- Acianthera hoffmannseggiana (Rchb.f.) F.Barros
- Acianthera hondurensis (Ames) Pridgeon & M.W.Chase
- Acianthera hygrophila (Barb.Rodr.) Pridgeon & M.W.Chase
- Acianthera hystrix (Kraenzl.) F.Barros
- Acianthera imitator Toscano, Luer & L.Kollmann
- Acianthera inaequalis (Lindl.) F.Barros & L.R.S.Guim.
- Acianthera johannensis (Barb.Rodr.) Pridgeon & M.W.Chase
- Acianthera johnsonii (Ames) Pridgeon & M.W.Chase
- Acianthera jordanensis (Brade) F.Barros
- Acianthera juxtaposita (Luer) Luer
- Acianthera kateora (Garay) Karremans & Rinc.-González
- Acianthera kegelii (Rchb.f.) Luer
- Acianthera klingelfusii Luer, Toscano & Baptista
- Acianthera klotzschiana (Rchb.f.) Pridgeon & M.W.Chase
- Acianthera krahnii Luer & Vásquez
- Acianthera lamia (Luer) Pridgeon & M.W.Chase
- Acianthera langeana (Kraenzl.) Pridgeon & M.W.Chase
- Acianthera lappago (Luer) A.Doucette
- Acianthera laxa (Sw.) A.Doucette
- Acianthera lepidota (L.O.Williams) Pridgeon & M.W.Chase
- Acianthera leptotifolia (Barb.Rodr.) Pridgeon & M.W.Chase
- Acianthera limae (Porto & Brade) Pridgeon & M.W.Chase
- Acianthera litensis (Luer & Hirtz) Luer
- Acianthera lojae (Schltr.) Luer
- Acianthera lueri Kolan. & Szlach.
- Acianthera luteola (Lindl.) Pridgeon & M.W.Chase
- Acianthera macilenta Luer & Hirtz
- Acianthera macropoda (Barb.Rodr.) Pridgeon & M.W.Chase
- Acianthera macuconensis (Barb.Rodr.) F.Barros
- Acianthera maculiglossa Chiron & N.Sanson
- Acianthera madisonii (Luer) Pridgeon & M.W.Chase
- Acianthera magalhanesii (Pabst) F.Barros
- Acianthera majakoluckae Soto Arenas & Solano
- Acianthera malachantha (Rchb.f.) Pridgeon & M.W.Chase
- Acianthera marleniae Damian, Chiron & Mitidieri
- Acianthera marquesii Luer & Toscano
- Acianthera marumbyana (Garay) Luer
- Acianthera melachila (Barb.Rodr.) Luer
- Acianthera melanochthoda (Luer & Hirtz) Pridgeon & M.W.Chase
- Acianthera melanoglossa (Luer & R.Escobar) Luer
- Acianthera mendozae Luer
- Acianthera mexiae (Luer) Pridgeon & M.W.Chase
- Acianthera micrantha (Barb.Rodr.) Pridgeon & M.W.Chase
- Acianthera minima (Cogn.) F.Barros
- Acianthera minuta (Rolfe) Karremans
- Acianthera miqueliana (H.Focke) Pridgeon & M.W.Chase
- Acianthera modestissima (Rchb.f. & Warm.) Pridgeon & M.W.Chase
- Acianthera monophylla (Hook.) Karremans
- Acianthera montana (Barb.Rodr.) F.Barros & L.R.S.Guim.
- Acianthera morenoi (Luer) Pridgeon & M.W.Chase
- Acianthera morilloi (Carnevali & I.Ramírez) Luer
- Acianthera moronae (Luer & Hirtz) Luer
- Acianthera murex (Rchb.f.) Luer
- Acianthera murexoidea (Pabst) Pridgeon & M.W.Chase
- Acianthera muscicola (Barb.Rodr.) Pridgeon & M.W.Chase
- Acianthera muscosa (Barb.Rodr.) Pridgeon & M.W.Chase
- Acianthera myrticola (Barb.Rodr.) F.Barros & L.R.S.Guim.
- Acianthera nellyae (P.Ortiz) Karremans
- Acianthera nemorosa (Barb.Rodr.) F.Barros
- Acianthera nikoleae A.Doucette & J.Portilla
- Acianthera obscura (A.Rich. & Galeotti) Pridgeon & M.W.Chase
- Acianthera ochreata (Lindl.) Pridgeon & M.W.Chase
- Acianthera octophrys (Rchb.f.) Pridgeon & M.W.Chase
- Acianthera odontotepala (Rchb.f.) Luer
- Acianthera ofella (Luer) Pridgeon & M.W.Chase
- Acianthera oligantha (Barb.Rodr.) F.Barros
- Acianthera omissa (Luer) Pridgeon & M.W.Chase
- Acianthera oricola (H.Stenzel) Karremans, Chiron & Van den Berg
- Acianthera oscitans (Ames) Pridgeon & M.W.Chase
- Acianthera pacayana (Schltr.) Solano & Soto Arenas
- Acianthera panduripetala (Barb.Rodr.) Pridgeon & M.W.Chase
- Acianthera pantasmi (Rchb.f.) Pridgeon & M.W.Chase
- Acianthera pantasmoides (C.Schweinf.) Pridgeon & M.W.Chase
- Acianthera papillosa (Lindl.) Pridgeon & M.W.Chase
- Acianthera paradoxa (Luer & Dalström) Karremans
- Acianthera pardipes (Rchb.f.) Pridgeon & M.W.Chase
- Acianthera pariaensis (Carnevali & G.A.Romero) Carnevali & G.A.Romero
- Acianthera parva (Rolfe) F.Barros & L.R.S.Guim.
- Acianthera pavimentata (Rchb.f.) Pridgeon & M.W.Chase
- Acianthera pazii Luer
- Acianthera pectinata (Lindl.) Pridgeon & M.W.Chase
- Acianthera pendens (Dod) A.Doucette
- Acianthera per-dusenii (Hoehne) F.Barros & L.R.S.Guim.
- Acianthera pernambucensis (Rolfe) F.Barros
- Acianthera phoenicoptera (Carnevali & G.A.Romero) Luer
- Acianthera phrynoglossa (Luer & Hirtz) A.Doucette
- Acianthera platystachys (Regel) Chiron & Van den Berg
- Acianthera pollardiana Solano
- Acianthera polystachya (Ruiz & Pav.) Pupulin
- Acianthera portilloi (Luer & R.Escobar) Karremans & Rinc.-González
- Acianthera privigna (Luer) A.Doucette
- Acianthera prognatha (Luer & R.Escobar) Pridgeon & M.W.Chase
- Acianthera prolifera (Herb. ex Lindl.) Pridgeon & M.W.Chase
- Acianthera prostrata (Lindl.) A.Doucette
- Acianthera pubescens (Lindl.) Pridgeon & M.W.Chase
- Acianthera punctatiflora (Luer) Pridgeon & M.W.Chase
- Acianthera punicea (Luer) Pridgeon & M.W.Chase
- Acianthera purpurascens (Luer & Hirtz) Karremans
- Acianthera purpureoviolacea (Cogn.) F.Barros
- Acianthera pustulata Zambrano & Solano
- Acianthera quadricristata (Luer & Hirtz) Luer
- Acianthera quadriserrata (Luer) Pridgeon & M.W.Chase
- Acianthera quisqueyana (Dod) A.Doucette
- Acianthera ramosa (Barb.Rodr.) F.Barros
- Acianthera recurva (Lindl.) Pridgeon & M.W.Chase
- Acianthera rinkei Luer
- Acianthera rodolfovasquezii Damian
- Acianthera rodrigoi (Luer) Luer
- Acianthera rodriguesii (Cogn.) Pridgeon & M.W.Chase
- Acianthera rostellata (Barb.Rodr.) Luer
- Acianthera rubroviridis (Lindl.) Pridgeon & M.W.Chase
- Acianthera ruizii Damian
- Acianthera sandaliorum (G.A.Romero & Carnevali) Luer
- Acianthera saraca-taquerensis Campacci & J.B.F.Silva
- Acianthera sarcosepala (Carnevali & I.Ramírez) Carnevali & G.A.Romero
- Acianthera saundersiana (Rchb.f.) Pridgeon & M.W.Chase
- Acianthera saurocephala (G.Lodd.) Pridgeon & M.W.Chase
- Acianthera scabripes (Lindl.) Karremans
- Acianthera scalpricaulis (Luer) Pridgeon & M.W.Chase
- Acianthera serpentula (Barb.Rodr.) F.Barros
- Acianthera serratifolia Rinc.-González & Karremans
- Acianthera serrulata (Barb.Rodr.) Karremans
- Acianthera serrulatipetala (Barb.Rodr.) Pridgeon & M.W.Chase
- Acianthera sicaria (Lindl.) Pridgeon & M.W.Chase
- Acianthera sicariopsis (Luer) Pridgeon & M.W.Chase
- Acianthera sicula (Luer & R.Vásquez) Luer
- Acianthera sigmoidea (Ames & C.Schweinf.) A.Doucette
- Acianthera silvae (Luer & Toscano) Luer
- Acianthera similis (Schltr.) Karremans, Chiron & Van den Berg
- Acianthera simpliciflora (Dod) A.Doucette
- Acianthera sonderiana (Rchb.f.) Pridgeon & M.W.Chase
- Acianthera sotoana Solano
- Acianthera stenzelii Luer
- Acianthera strupifolia (Lindl.) Pridgeon & M.W.Chase
- Acianthera subrotundifolia (Cogn.) F.Barros & V.T.Rodrigues
- Acianthera sudae J.Ponert, Chumová, Mandáková & P.Trávn.
- Acianthera sulcata (Porsch) F.Barros & V.T.Rodrigues
- Acianthera sulphurea (Barb.Rodr.) F.Barros & V.T.Rodrigues
- Acianthera tanyae Luer & Cornejo
- Acianthera teres (Lindl.) Borba
- Acianthera testifolia (Sw.) Solano
- Acianthera thysana (Luer & J.Portilla) Karremans
- Acianthera tikalensis (Correll & C.Schweinf.) Pridgeon & M.W.Chase
- Acianthera toachica (Luer & Dodson) Luer
- Acianthera tokachii (Luer) Luer
- Acianthera translucida (Barb.Rodr.) Luer
- Acianthera tricarinata (Poepp. & Endl.) Pridgeon & M.W.Chase
- Acianthera trichophora (Lindl.) A.Doucette
- Acianthera tristis (Barb.Rodr.) Pridgeon & M.W.Chase
- Acianthera tunguraguae (F.Lehm. & Kraenzl.) A.Doucette
- Acianthera unguicallosa (Ames & C.Schweinf.) Solano
- Acianthera variegata (Barb.Rodr.) Campacci
- Acianthera venulosa Luer
- Acianthera verecunda (Schltr.) Pridgeon & M.W.Chase
- Acianthera villahermosae Sierra-Ariza, Rinc.-González & Karremans
- Acianthera violacea (A.Rich. & Galeotti) Pridgeon & M.W.Chase
- Acianthera violaceomaculata (Hoehne) Pridgeon & M.W.Chase
- Acianthera viridis (Luer & Hirtz) Luer
- Acianthera wageneriana (Klotzsch) Pridgeon & M.W.Chase
- Acianthera wawraeana (Barb.Rodr.) F.Barros & V.T.Rodrigues
- Acianthera welsiae-windischiae (Pabst) Pridgeon & M.W.Chase
- Acianthera wilsonii (Lindl.) Pridgeon & M.W.Chase
- Acianthera wyvern (Luer & R.Escobar) Pridgeon & M.W.Chase
- Acianthera yauaperyensis (Barb.Rodr.) Pridgeon & M.W.Chase
- Acianthera zumbae (Luer & Hirtz) Luer

## Tratamento infragenérico

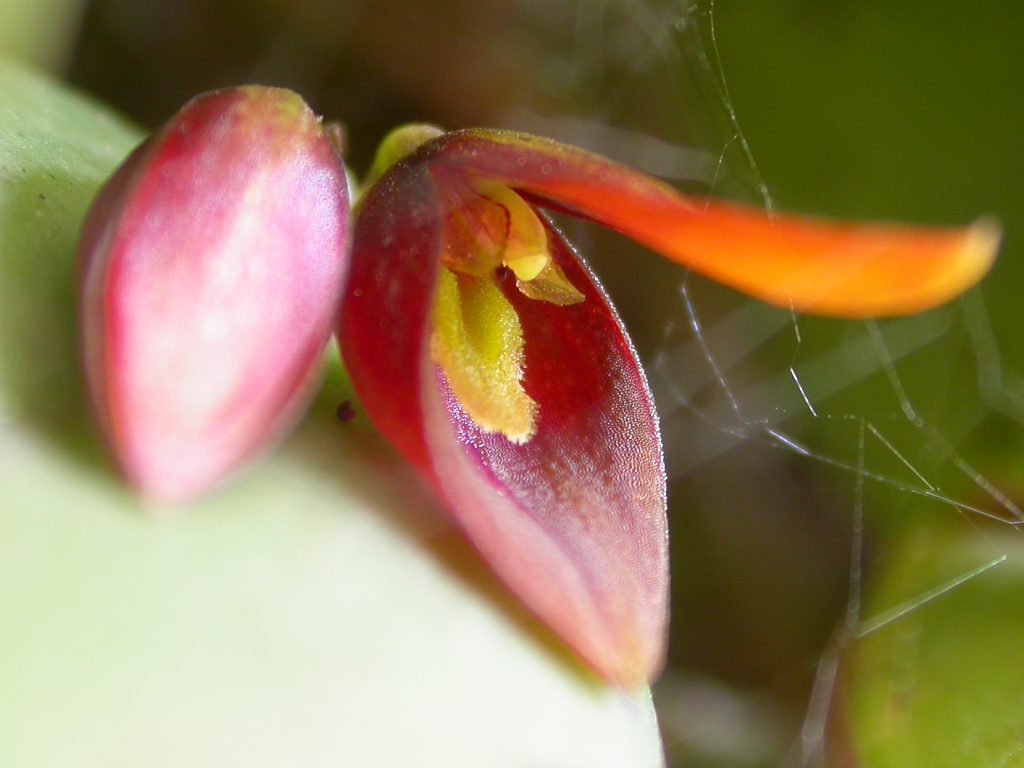
Acianthera bidentula

Em 1986, Quando Luer ainda iniciava sua série de trabalhos sobre Pleurothallidinae, publicou uma revisão do gênero Pleurothallis, aos quais as Acianthera estavam subordinadas então. Nesta revisão dividiu Pleurothallis em uma grande série de subgêneros e secções. Nos anos seguintes mudou de ideia e elevou alguns desses subgêneros a gêneros, extinguiu secções e criou outras. Desde então Luer não publicou qualquer revisão das espécies do Brasil de modo que essas primeira revisão inicial, aliadas à revisão que Pabst fez em 1978 no Orchidaceae Brasilienses são as duas únicas referências que temos hoje, ambas escritas há décadas.
Em fevereiro de (2012) Chiron e van den Berg publicaram uma revisão preliminar de Acianthera dividindo o gênero em diversas secções e subsecções. A publicação é baseada em genética molecular e apenas determina as espécies-tipo de cada uma das secções, bem como a possível quantidade de espécies a serem incluídas em cada uma delas. Os autores afirmam que obtiveram estes números de uma análise combinada das publicações de Luer e Pabst à luz dos dados revelados pela genética.
Na realidade alguns resultados não foram conclusivos e muitas espécies precisam ser melhor resolvidas antes da publicação de um revisão completa. Além disso, praticamente só analisaram espécies brasileiras de modo que é possível que mais secções sejam necessárias.
A seguir, vem as seções publicadas por Chiron e Van den Berg, bem como algumas extras propostas por Luer, porém como gêneros ou subgêneros, os quais hoje sabemos estarem inseridos nos clados de Acianthera.